# Lutopecny
Lutopecny település Csehországban, Kroměříži járásban. Lutopecny Rataje, Zlobice, Bezměrov és Kroměříž településekkel határos. Lakosainak száma 608 fő (2024. január 1.).

## Népesség
A település lakosságának változását az alábbi diagram mutatja:
| Lakosok száma | 533  | 623  | 753  | 715  | 594  | 555  | 588  | 590  | 593  | 608  |
|               | 1869 | 1890 | 1921 | 1950 | 1980 | 2001 | 2017 | 2019 | 2022 | 2024 |